# يوتا واتانابي
يوتا واتانابي (مواليد 13 أكتوبر 1994) هو لاعب كرة سلة ياباني يلعب في مركز لاعب هجوم صغير الجسم أو مدافع مسدد الهدف في نادي تورونتو رابتورز.

## روابط خارجية
- يوتا واتانابي على موقع الاتحاد الدولي لكرة السلة (الإنجليزية)
- يوتا واتانابي على موقع إن بي أي (الإنجليزية)
- يوتا واتانابي على موقع دوري كرة السلة الياباني للمحترفين (اليابانية)
- يوتا واتانابي على موقع سبورتس رفرنس (الإنجليزية)
- يوتا واتانابي على موقع كرة السلة الأوروبية.كوم (الإنجليزية)
- يوتا واتانابي على موقع إي إس بي إن.كوم (الإنجليزية)
- يوتا واتانابي على موقع كلية كرة السلة في سبورتس رفرنس.كوم (الإنجليزية)
- يوتا واتانابي على موقع ريلجم (الإنجليزية)
- يوتا واتانابي على موقع بروبوليرز (الإنجليزية)
- يوتا واتانابي على موقع سبورتس رفرنس (الإنجليزية)